# Panasonic Lumix DMC-FZ18
De Panasonic Lumix DMC-FZ18 is een superzoom bridge digitale camera met een 18x zoomobjectief. Hij kan aangesloten worden op een USB-poort. De camera weegt 485 gram. The DMC-FZ18 kwam in de VS in de handel in juli 2007.
Eigenschappen:
- 8.1 megapixel resolutie
- Snelle f/2.8 Leica zoomobjectief met super 18x zoom en in de iA opname stand zelfs 28,7 zoom
- Mega O.I.S. (optische beeldstabilisator) in het objectief voor compensatie bij handbewegingen
- Intelligente ISO Controle
- 4x Digital Zoom
- Verschillende instellingsmogelijkheden, waaronder handmatige instellingen
- Naast JPG ook RAW bestandsformaat
- VGA film modus in zowel normale als groothoekobjectief
- Compact model

De camera is uitgerust met een Venus Engine, Zie voor details: Venus Engine III.
De camera heeft een 2,5" kleuren-lcd-scherm en een elektronische kleuren zoeker. De camera is verkrijgbaar in zwart (toevoeging K) of zilverkleurig (toevoeging S).
Er zijn ook twee voorzetlenzen te verkrijgen voor het maken van closeups, die met behulp van een adapter (DMW-LA3) op het objectief geschroefd kunnen worden, het teleconversieobjectief (DMW-LT55) en het closeupobjectief (DMW-LC55).